# 152559 Bodelschwingh
152559 Bodelschwingh este un asteroid din centura principală, descoperit pe 12 octombrie 1990, de Freimut Börngen.